# Mallota takasagoensis
Mallota takasagoensis là một loài ruồi trong họ Ruồi giả ong (Syrphidae). Loài này được Matsumura mô tả khoa học đầu tiên năm 1916. Mallota takasagoensis phân bố ở vùng Cổ Bắc giới